# Sciara diminutiva
Sciara diminutiva är en tvåvingeart som först beskrevs av Philippi 1865.  Sciara diminutiva ingår i släktet Sciara och familjen sorgmyggor. Inga underarter finns listade i Catalogue of Life.